# Tiadinil
Tiadinil ist eine chemische Verbindung aus der Gruppe der Thiadiazolcarbonsäureamide.

## Gewinnung und Darstellung
Tiadinil kann durch eine mehrstufige Reaktion ausgehend von einem β-Ketoester gewonnen werden. Dieser wird mit einem N-acetylierten Hydrazin zu einem Hydrazon umgesetzt, welches mit Thionylchlorid cyclisiert und anschließend hydrolysiert wird. Nach weiterer Umsetzung zum Säurechlorid wird durch Reaktion mit 3-Chlor-4-methylanilin Tiadinil gebildet.

## Eigenschaften
Tiadinil ist ein hellgelber Feststoff, der schwer löslich in Wasser ist.

## Verwendung
Tiadinil wird als Fungizid, zum Beispiel gegen den Reisbrandpilz (Magnaporthe grisea) bei Reis, verwendet. Die Verbindung wurde 1995 von Nihon Nohyaku vorgestellt und 2003 in Japan zugelassen. Es wird meist in Verbindung mit Insektiziden eingesetzt.